# Stratford sub Castle
Stratford sub Castle – wieś w Anglii, w hrabstwie Wiltshire. Leży 2 km na północny zachód od miasta Salisbury i 126 km na zachód od Londynu. W 1951 roku civil parish liczyła 256 mieszkańców.